# Stihl
Andreas Stihl AG & Co. KG is een producent van kettingzagen en andere tuinmachines zoals bladblazers en bosmaaiers.
Het hoofdkantoor staat in Waiblingen, Baden-Württemberg in de buurt van Stuttgart. Het bedrijf werd opgericht in 1926 door Andreas Stihl, een pionier uit de beginperiode van de kettingzaag. Het bedrijf is een van de grootste producenten van kettingzagen en een van de weinige die zelf de ketting en geleider maken. Andreas Stihl AG is anno 2015 in handen van de (klein)kinderen van Andreas Stihl.
Stihl Incorporated, de Amerikaanse tak van het bedrijf, heeft ongeveer 8000 mensen in dienst op het Virginia Beach-complex. Productie begon op het Virginia Beach Facility in 1974 met de 015 kettingzaag.

Producten
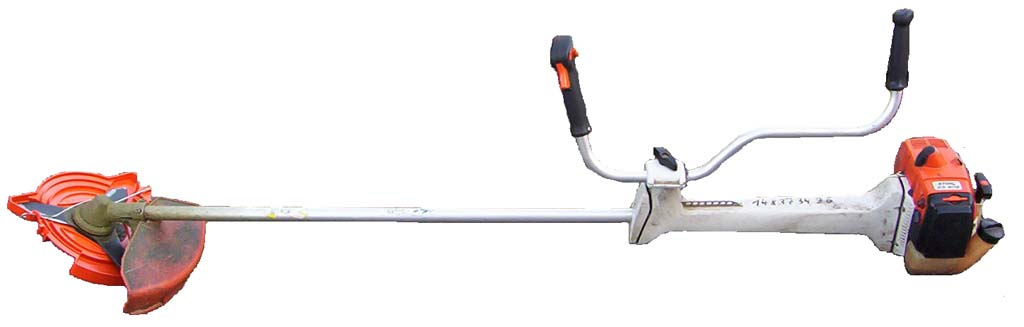
Bosmaaier, de Stihl FS 350
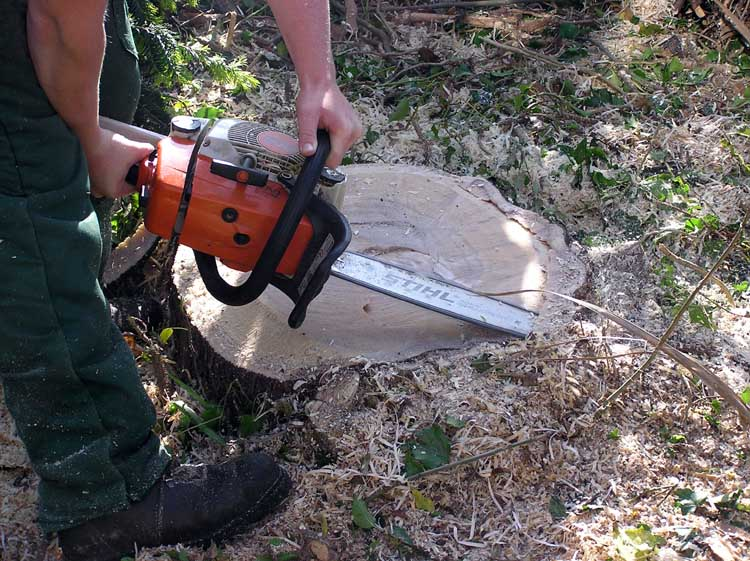
Een moderne Stihlzaag
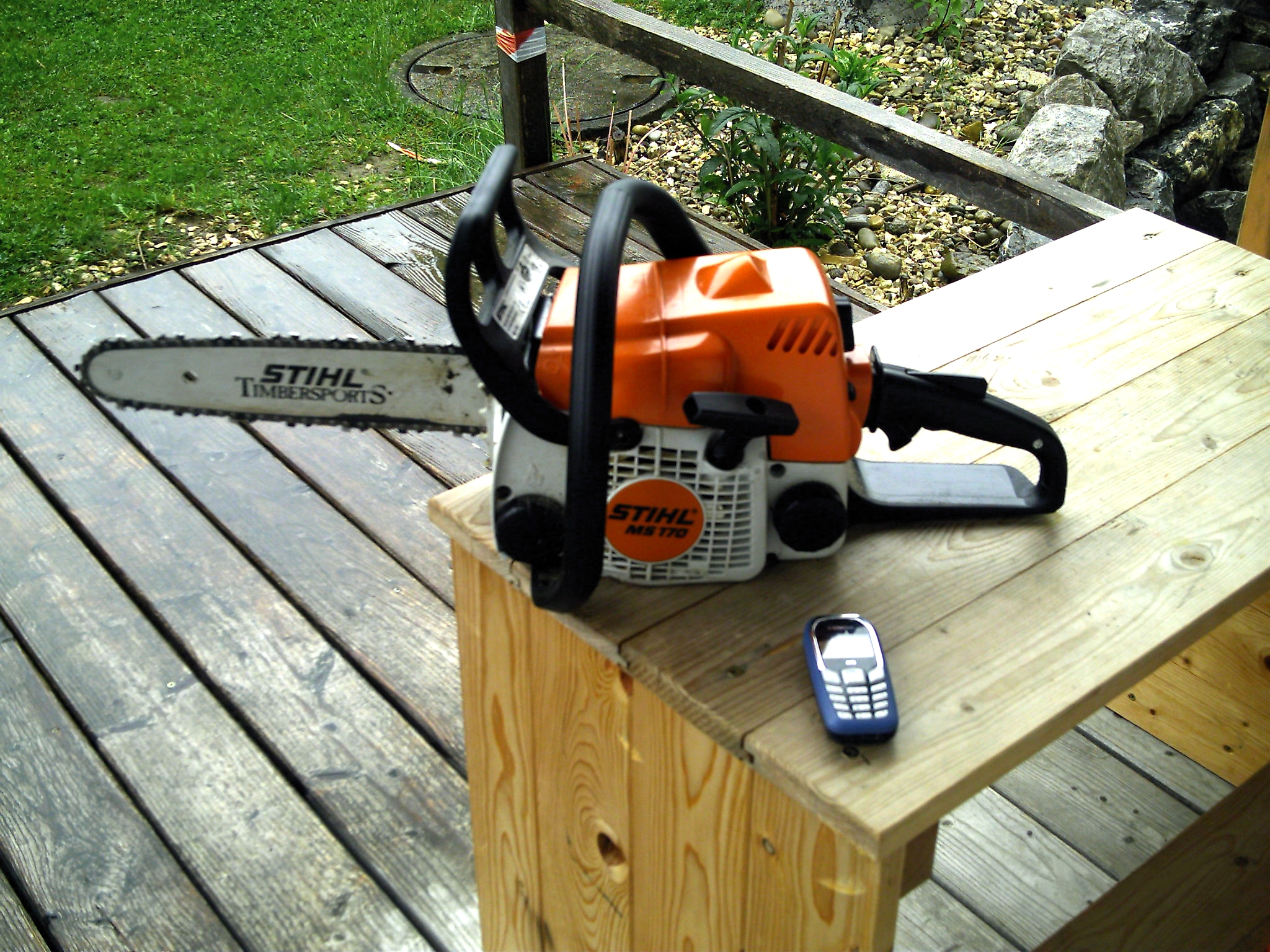
MS 170. Een van de kleinste Stihlzagen
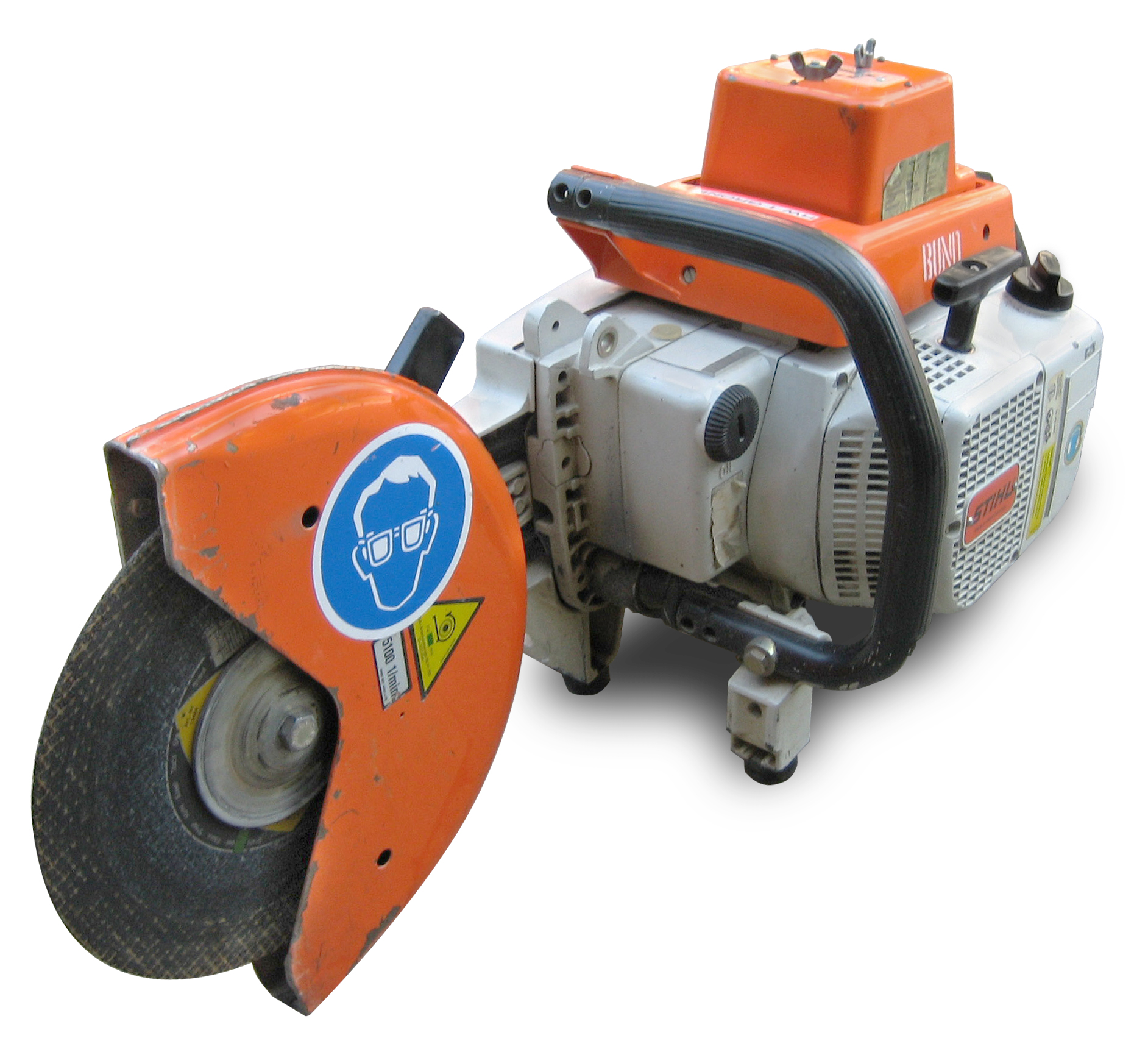
Benzine aangedreven Haakse slijper